# Satyrium behrii
Espèce
Satyrium behrii est une espèce de lépidoptères de la famille des Lycaenidae et de la sous-famille des Theclinae. Elle est répandue dans des milieux arides de l'Ouest de l'Amérique du Nord, sur une aire s'étendant du Nord du Texas à la Californie et au Sud de la Colombie-Britannique.